# Эльюнусси, Тарик
Тари́к Эльюнусси́ (норв. Tarik Elyounoussi; род. 23 февраля 1988, Эль-Хосейма) — норвежский футболист, нападающий, игрок сборной Норвегии.

## Карьера
Когда Тарику было 11 лет, его семья переехала в Норвегию. Там он начал играть в футбол, выступал в молодёжных командах «Ниленде» и «Тросвик».
В 2005 году подписал первый профессиональный контракт с клубом «Фредрикстад», за который выступал 4 сезона. В 2006 году вместе с командой стал обладателем Кубка Норвегии. В том же сезоне был признан лучшим молодым футболистом Норвегии. В 2007 вновь удостоился этого звания.
В 2008 году за Тариком следили такие команды как «Челси» и «Тоттенхэм Хотспур», но перешёл Эльюнусси в нидерландский «Херенвен», где провёл 3 неполных сезона. В 2009 году вместе с командой стал обладателем Кубка Нидерландов.
В феврале 2010 года до конца сезона был отдан в аренду в «Лиллестрём», за который провёл 14 матчей и забил 4 гола. В начале сезона 2010/11 появились слухи о переходе Тарика в молодёжную команду «Манчестер Юнайтед», которую тренирует норвежец Уле-Гуннар Сульшер, однако они никак не подтвердились. В январе 2011 года Тарик вернулся во «Фредрикстад».
В августе 2012 года, Тарик переходит из «Фредрикстада» в «Русенборг». За новую команду он дебютировал в игре против «Согндала». Чуть позже, в матче против «Рапида» Тарик забивает свой первый мяч за новый клуб в розыгрыше Лиги Европы сезона 2012/13. Летом 2013 года, «Русенборг» продает Эльюнусси в немецкий «Хоффенхайм».

### Молодёжная сборная
2 сентября 2006 года дебютировал в составе молодёжной сборной Норвегии, за которую провёл 25 матчей и отметился 5 голами. Играет под 11 номером.

## Статистика
| Клуб             | Сезон            | Лига | Лига | Кубки | Кубки | Еврокубки | Еврокубки | Итого | Итого |
| Клуб             | Сезон            | Игры | Голы | Игры  | Голы  | Игры      | Голы      | Игры  | Голы  |
| ---------------- | ---------------- | ---- | ---- | ----- | ----- | --------- | --------- | ----- | ----- |
| Фредрикстад      | 2005             | 3    | 0    | 1     | 0     | 0         | 0         | 4     | 0     |
| Фредрикстад      | 2006             | 25   | 5    | 6     | 4     | 0         | 0         | 31    | 9     |
| Фредрикстад      | 2007             | 25   | 9    | 2     | 1     | 0         | 0         | 27    | 10    |
| Фредрикстад      | 2008             | 16   | 5    | 3     | 1     | 2         | 0         | 24    | 9     |
| Фредрикстад      | 2011             | 0    | 0    | 0     | 0     | 0         | 0         | 0     | 0     |
| Фредрикстад      | Итого            | 69   | 19   | 12    | 6     | 2         | 0         | 86    | 28    |
| Херенвеен        | 2008/09          | 28   | 8    | 1     | 0     | 5         | 3         | 31    | 9     |
| Херенвеен        | 2009/10          | 9    | 0    | 0     | 0     | 2         | 0         | 11    | 0     |
| Херенвеен        | 2010/11          | 2    | 0    | 0     | 0     | 0         | 0         | 2     | 0     |
| Херенвеен        | Итого            | 39   | 6    | 1     | 0     | 7         | 3         | 44    | 9     |
| Лиллестрём       | 2010             | 14   | 4    | 3     | 2     | 0         | 0         | 17    | 6     |
| Лиллестрём       | Итого            | 14   | 4    | 3     | 2     | 0         | 0         | 17    | 6     |
| Всего за карьеру | Всего за карьеру | 122  | 29   | 16    | 8     | 7         | 3         | 147   | 43    |

### Голы за сборную
| #  | Дата                 | Место                                    | Соперник          | Счёт | Итог | Турнир                     |
| -- | -------------------- | ---------------------------------------- | ----------------- | ---- | ---- | -------------------------- |
| 1. | 28 мая 2008 года     | Уллевол, Осло, Норвегия                  | Уругвай           | 1:1  | 2:2  | Товарищеский матч          |
| 2. | 15 января 2012 года  | Раджамангала, Бангкок, Таиланд           | Дания             | 1:1  | 1:1  | Кубок Короля Таиланда-2012 |
| 3. | 29 февраля 2012 года | Уиндзор Парк, Белфаст, Северная Ирландия | Северная Ирландия | 2:0  | 2:0  | Товарищеский матч          |
| 4. | 2 июня 2012 года     | Уллевол, Осло, Норвегия                  | Хорватия          | 1:1  | 1:1  | Товарищеский матч          |

### Голы за молодёжную сборную
| #  | Дата                 | Место                   | Соперник  | Счёт | Итог | Турнир                                   |
| -- | -------------------- | ----------------------- | --------- | ---- | ---- | ---------------------------------------- |
| 1. | 12 октября 2007 года |                         | Швейцария | 1:0  | 2:1  | Отборочный турнир ЧЕ среди молодёжи 2009 |
| 2. | 8 февраля 2008 года  |                         | Финляндия | 1:0  | 1:0  | Товарищеский матч                        |
| 3. | 21 мая 2008 года     |                         | Шотландия | 3:1  | 4:1  | Товарищеский матч                        |
| 4. | 12 августа 2009 года | Фамагуста, Кипр         | Кипр      | 2:0  | 3:1  | Отборочный турнир ЧЕ среди молодёжи 2011 |
| 5. | 15 ноября 2009 года  | Нови-Сад, Сербия        | Сербия    | 2:0  | 2:3  | Отборочный турнир ЧЕ среди молодёжи 2011 |
| 6. | 7 сентября 2010 года | Злате-Моравце, Словакия | Словакия  | 3:1  | 4:1  | Отборочный турнир ЧЕ среди молодёжи 2011 |
| 7. | 7 сентября 2010 года | Злате-Моравце, Словакия | Словакия  | 4:1  | 4:1  | Отборочный турнир ЧЕ среди молодёжи 2011 |